# فيلي سميتس
فيلي سميتس (بالهولندية: Willie Smits)‏ هو عالم أحياء دقيقة هولندي وإندونيسي، ولد في 22 فبراير 1957 في Weurt ‏ في هولندا.